# Гутянські джерела
Гутя́нські джере́ла — гідрологічна пам'ятка природи місцевого значення в Україні.

## Розташування
Розташована поблизу села Нараїв (хутір Гута) Тернопільського району Тернопільської області, поряд із садибою лісництва, у кварталі 29 виділі 10 Нараївського лісництва, в межах лісового урочища «Нараївська дача». 

## Пам'ятка
Оголошені об'єктом природно-заповідного фонду рішенням виконкому Тернопільської обласної ради від 18 березня 1994 року. Початкова назва — «Гутянські джерела зі ставком», офіційно перейменована рішенням № 75 другої сесії Тернопільської обласної ради шостого скликання від 10 лютого 2016 року.
Перебуває у віданні ДП «Бережанське лісомисливське господарство». 

## Характеристика
Площа — 2 га. Під охороною — підземні джерела, що утворюють ряд ставків між горбами у мальовничій долині.